# Municipio de Tully (condado de Van Wert)
El municipio de Tully (en inglés: Tully Township) es un municipio ubicado en el condado de Van Wert en el estado estadounidense de Ohio. En el año 2010 tenía una población de 2054 habitantes y una densidad poblacional de 21,93 personas por km².

## Geografía
El municipio de Tully se encuentra ubicado en las coordenadas 40°56′52″N 84°44′31″O / 40.94778, -84.74194. Según la Oficina del Censo de los Estados Unidos, el municipio tiene una superficie total de 93.64 km², de la cual 93,49 km² corresponden a tierra firme y (0,16 %) 0,15 km² es agua.

## Demografía
Según el censo de 2010, había 2054 personas residiendo en el municipio de Tully. La densidad de población era de 21,93 hab./km². De los 2054 habitantes, el municipio de Tully estaba compuesto por el 97,76 % blancos, el 0,24 % eran afroamericanos, el 0,15 % eran amerindios, el 0,15 % eran asiáticos, el 0,58 % eran de otras razas y el 1,12 % eran de una mezcla de razas. Del total de la población el 2,48 % eran hispanos o latinos de cualquier raza.